# César 1977
Die 2. Verleihung der Césars fand am 19. Februar 1977 im Konzertsaal Salle Pleyel in Paris statt. Präsident der Verleihung war der Schauspieler Lino Ventura. Ausgestrahlt wurde die Verleihung, durch die Pierre Tchernia zusammen mit Jean Yanne, Michel Piccoli und Peter Ustinov als Gastgeber führte, vom öffentlich-rechtlichen Fernsehsender Antenne 2, dem heutigen France 2.
André Téchinés Thriller Barocco galt mit neun Nominierungen als großer Favorit des Abends. In den drei Kategorien Beste Nebendarstellerin, Beste Filmmusik und Beste Kamera konnte sich der Film gegen die Konkurrenz behaupten, wobei Marie-France Pisier ihren Sieg als beste Nebendarstellerin vom Vorjahr wiederholte. Bester Film wurde Joseph Loseys Drama Monsieur Klein, das bei insgesamt sieben Nominierungen auch in den Kategorien Beste Regie und Bestes Szenenbild ausgezeichnet wurde. Ebenfalls mit drei Preisen prämiert wurde Bertrand Taverniers sechsfach nominierter Kriminalfilm Der Richter und der Mörder, für den Michel Galabru den César als bester Hauptdarsteller erhielt und damit Alain Delon, Gérard Depardieu und Patrick Dewaere hinter sich ließ. Beste Hauptdarstellerin wurde Annie Girardot, die sich gegen Isabelle Adjani, Miou-Miou und Romy Schneider durchsetzte. Erstmals vergeben wurden die Césars in den Kategorien Bester Kurzfilm, Bester animierter Kurzfilm und Bester dokumentarischer Kurzfilm.

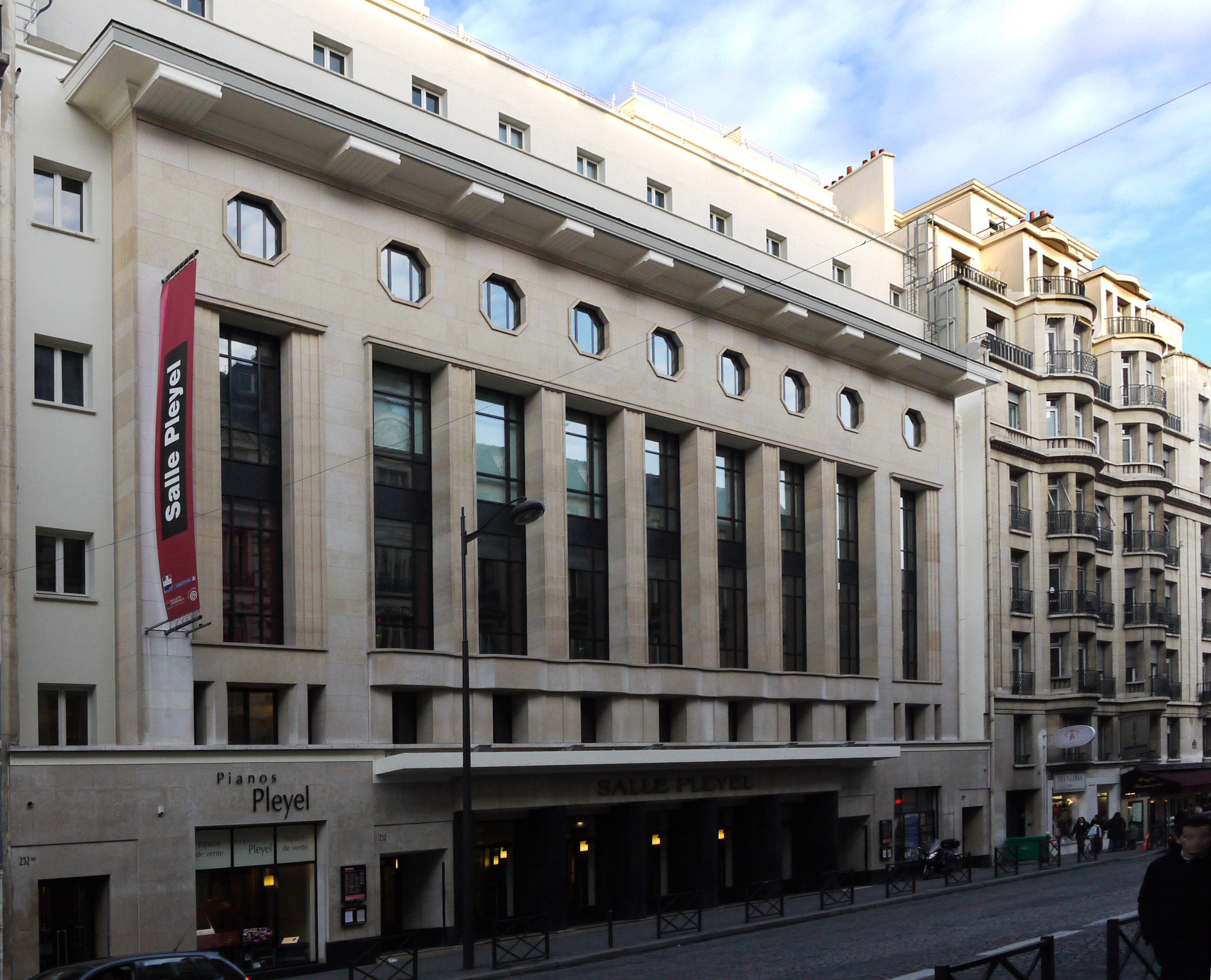
Der Konzertsaal Salle Pleyel, der Veranstaltungsort der Verleihung

## Gewinner und Nominierungen
| Statistik (Filme mit mehr als einer Nominierung) N=Nominierung; A=Auszeichnung |   |   |
| Film                                                                           | N | A |
| Barocco                                                                        | 9 | 3 |
| Monsieur Klein                                                                 | 7 | 3 |
| Der Richter und der Mörder                                                     | 6 | 3 |
| Unser Weg ist der beste                                                        | 6 | 1 |
| Ein Elefant irrt sich gewaltig                                                 | 3 | 1 |
| Mado                                                                           | 3 | 1 |
| Police Python 357                                                              | 3 | 1 |
| Das Spielzeug                                                                  | 3 | 0 |
| Dr. med. Françoise Gailland                                                    | 2 | 1 |
| Die Frau am Fenster                                                            | 2 | 0 |
| Je t’aime                                                                      | 2 | 0 |

### Bester Film (Meilleur film)
Monsieur Klein – Regie: Joseph Losey
- Barocco – Regie: André Téchiné
- Der Richter und der Mörder (Le juge et l’assassin) – Regie: Bertrand Tavernier
- Unser Weg ist der beste (La meilleure façon de marcher) – Regie: Claude Miller

### Beste Regie (Meilleur réalisateur)
Joseph Losey – Monsieur Klein
- Claude Miller – Unser Weg ist der beste (La meilleure façon de marcher)
- Bertrand Tavernier – Der Richter und der Mörder (Le juge et l’assassin)
- André Téchiné – Barocco

### Bester Hauptdarsteller (Meilleur acteur)
Michel Galabru – Der Richter und der Mörder (Le juge et l’assassin)
- Alain Delon – Monsieur Klein
- Gérard Depardieu – Die letzte Frau (La dernière femme)
- Patrick Dewaere – Unser Weg ist der beste (La meilleure façon de marcher)

### Beste Hauptdarstellerin (Meilleure actrice)
Annie Girardot – Dr. med. Françoise Gailland (Docteur Françoise Gailland)
- Isabelle Adjani – Barocco
- Miou-Miou – F wie Fairbanks (F comme Fairbanks)
- Romy Schneider – Die Frau am Fenster (Une femme à sa fenêtre)

### Bester Nebendarsteller (Meilleur acteur dans un second rôle)
Claude Brasseur – Ein Elefant irrt sich gewaltig (Un éléphant ça trompe énormément) und Der große Angeber (Le grand escogriffe)
- Jean-Claude Brialy – Der Richter und der Mörder (Le juge et l’assassin)
- Charles Denner – Ein Hauch von Zärtlichkeit (Si c’était à refaire)
- Jacques Dutronc – Mado

### Beste Nebendarstellerin (Meilleure actrice dans un second rôle)
Marie-France Pisier – Barocco
- Anny Duperey – Ein Elefant irrt sich gewaltig (Un éléphant ça trompe énormément)
- Brigitte Fossey – Der Gute und die Bösen (Le bon et les méchants)
- Francine Racette – Im Scheinwerferlicht (Lumière)

### Bestes Drehbuch (Meilleur scénario original ou adaptation)
Jean Aurenche und Bertrand Tavernier – Der Richter und der Mörder (Le juge et l’assassin)
- Jean-Loup Dabadie – Ein Elefant irrt sich gewaltig (Un éléphant ça trompe énormément)
- Claude Miller und Luc Béraud – Unser Weg ist der beste (La meilleure façon de marcher)
- Francis Veber – Das Spielzeug (Le jouet)

### Beste Filmmusik (Meilleure musique écrite pour un film)
Philippe Sarde – Barocco und Der Richter und der Mörder (Le juge et l’assassin)
- Georges Delerue – Der große Angeber (Le grand escogriffe)
- Georges Delerue – Police Python 357 (Police python 357)
- Serge Gainsbourg – Je t’aime (Je t’aime moi non plus)
- Mort Shuman – Her mit den kleinen Engländerinnen (A nous, les petites anglaises!)

### Bestes Szenenbild (Meilleurs décors)
Alexandre Trauner – Monsieur Klein
- Bernard Evein – Das Spielzeug (Le jouet)
- Pierre Guffroy – Mado
- Pierre Guffroy – Der Mieter (Le locataire)
- Ferdinando Scarfiotti – Barocco

### Beste Kamera (Meilleure photographie)
Bruno Nuytten – Barocco und Unser Weg ist der beste (La meilleure façon de marcher)
- Étienne Becker – Das Spielzeug (Le jouet)
- Étienne Becker – Police Python 357 (Police python 357)
- Gerry Fisher – Monsieur Klein
- Claude Renoir – Dr. med. Françoise Gailland (Docteur Françoise Gailland)
- Claude Renoir – Die getreue Frau (Une femme fidèle)

### Bester Ton (Meilleur son)
Jean-Pierre Ruh – Mado
- Antoine Bonfanti – Je t’aime (Je t’aime moi non plus)
- Jean Labussière – Monsieur Klein
- Paul Lainé – Barocco
- Paul Lainé – Unser Weg ist der beste (La meilleure façon de marcher)

### Bester Schnitt (Meilleur montage)
Marie-Josèphe Yoyotte – Police Python 357 (Police python 357)
- Henri Lanoë – Monsieur Klein
- Claudine Merlin – Barocco
- Jean Ravel – Die Frau am Fenster (Une femme à sa fenêtre)

### Bester Kurzfilm (Meilleur court métrage de fiction)
Comment ça va, je m'en fous – Regie: François de Roubaix
- Chaleurs d’été – Regie: Jean-Louis Leconte
- L’hiver approche – Regie: Georges Bensoussan
- L’enfant prisonnier – Regie: Jean-Michel Carre
- La nuit du beau marin peut-être – Regie: Frank Verpillat
- Le destin de Jean-Noël – Regie: Gabriel Auer

### Bester animierter Kurzfilm (Meilleur court métrage d’animation)
Un comédien sans paradoxe – Regie: Robert Lapoujade
- Oiseau de nuit – Regie: Bernard Palacios
- La rosette arrosée – Regie: Paul Dopff
- Bactéries nos amies – Regie: Michel Boschet
- Die Prägung (L’empreinte) – Regie: Jacques Armand Cardon
- Déjeuner du matin – Regie: Patrick Bokanowski

### Bester dokumentarischer Kurzfilm (Meilleur court métrage documentaire)
Une histoire de ballon – Regie: Joris Ivens, Marceline Loridan
- Réponse de femmes: Notre corps, notre sexe – Regie: Agnès Varda
- Les murs d’une révolution – Regie: Jean-Paul Dekiss
- L’eruption de la montagne pelée – Regie: Manolo Otero
- L’atelier de Louis – Regie: Didier Pourcel
- Hongrie vers quel socialisme? – Regie: Claude Weisz

### Bester ausländischer Film (Meilleur film étranger)
Wir waren so verliebt (C’eravamo tanto amati), Italien – Regie: Ettore Scola
- Barry Lyndon, Großbritannien – Regie: Stanley Kubrick
- Einer flog über das Kuckucksnest (One Flew Over the Cuckoo’s Nest), USA – Regie: Miloš Forman
- Züchte Raben… (Cría cuervos), Spanien – Regie: Carlos Saura

## Ehrenpreis (César d’honneur)
- Jacques Tati, französischer Schauspieler, Regisseur, Drehbuchautor und Filmproduzent
- Henri Langlois, französischer Filmarchivar und Mitbegründer der Cinémathèque française